# Velární aproximanta
Velární aproximanta je souhláska, vyskytující se v některých jazycích. V IPA se pro ni používá symbol <ɰ>, výjimečně také symbol ‹ɣ›, který jinak označuje znělou velární frikativu, nebo lépe symbol ‹ɣ˕›.
- Způsob artikulace: aproximantní souhláska (aproximanta). Vytváří se přiblížením artikulačních orgánů, které je však menší než u frikativ, takže proudění vzduchu nevytváří tak výrazný šum.
- Místo artikulace: zadopatrová souhláska (velára). Uzávěra se vytváří mezi hřbetem jazyka a měkkým patrem.
- Znělost: znělá souhláska – při artikulaci hlasivky kmitají.
- Ústní souhláska – vzduch prochází při artikulaci ústní dutinou.
- Středová souhláska – vzduch proudí převážně přes střed jazyka spíše než přes jeho boky.
- Pulmonická egresivní hláska – vzduch je při artikulaci vytlačován z plic.

Velární aproximantu obsahuje například čerokíjština či v určitých pozicích irština, dále španělština (g mezi samohláskami, např. pagar – platit) či islandština (g ve slově saga).

## V češtině
V češtině se tato hláska nevyskytuje.